# Transporte Metropolitano de Valparaíso
El Plan de Transporte Metropolitano de Valparaíso, Conocido anteriormente como "TransValparaíso" o por su sigla TMV o Sistema de Transporte Público de Gran Valparaíso internamente, es un sistema de transporte público que funciona en el Gran Valparaíso, Chile, abarcando a las comunas de Valparaíso, Viña del Mar, Concón, Quilpué y Villa Alemana. Su operación se basa en unidades de negocio que agrupan diversos tipos de servicios de buses, buses eléctricos y trolebuses.

## Historia

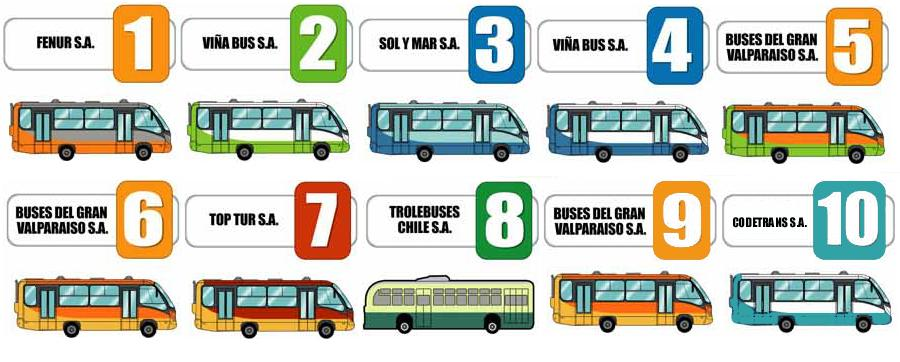
Esquema de colores de las Unidades de Negocio del TMV desde 2007 a 2012.

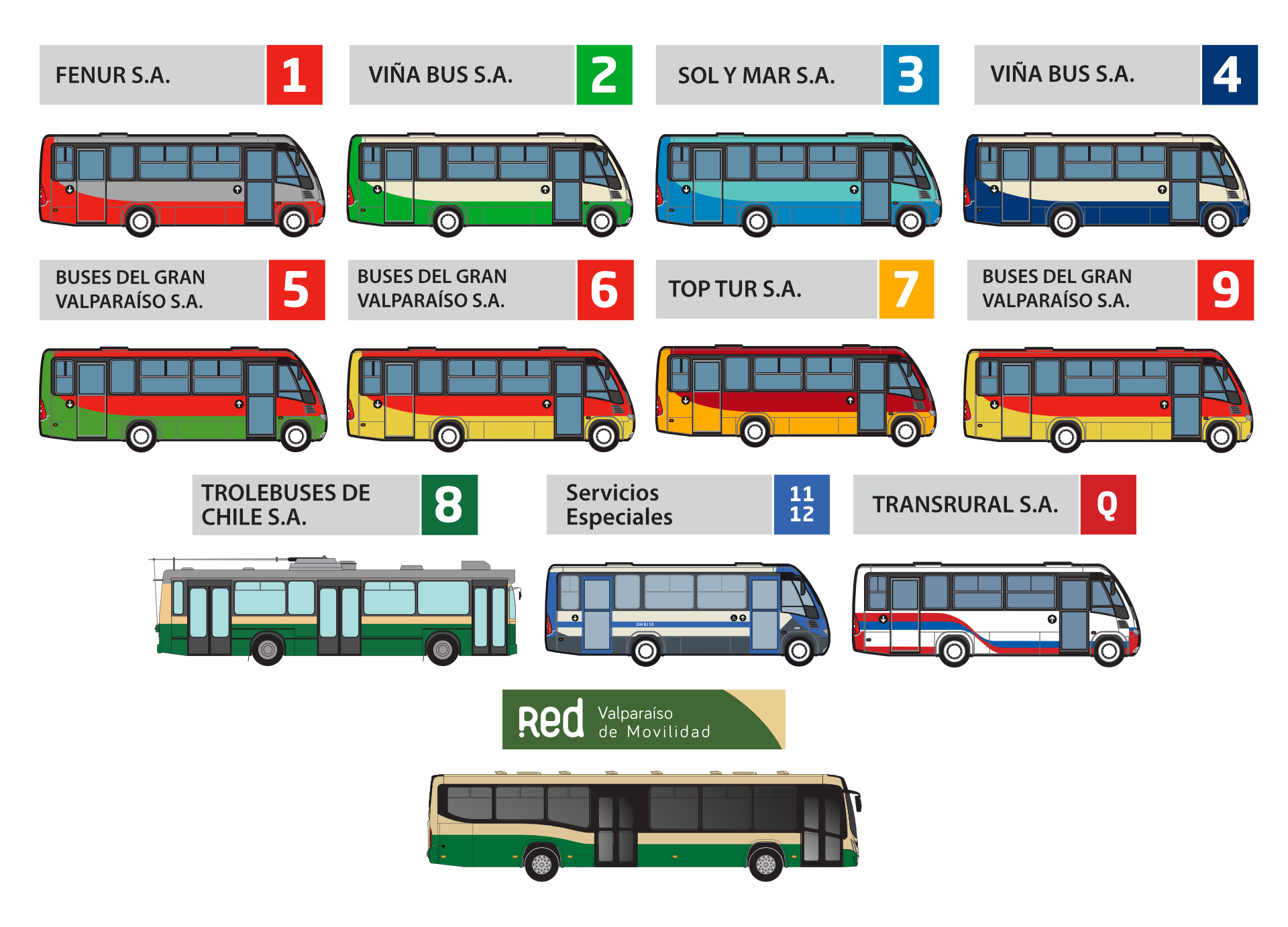
Esquema de colores de las Unidades de Negocio del TMV, Red Valparaíso y el Sistema de Transporte Público de Quintero a inicios de 2024.

### Antecedentes (1863-2007)
Valparaíso implementó su primer sistema de transporte público el 28 de marzo de 1863 a manos de la Compañía del Ferrocarril Urbano, con 25 carros de tranvía de sangre que circulaban por el centro de la ciudad. La relación entre la empresa y la municipalidad fueron difíciles principalmente por los problemas que implicaba pavimentar con adoquines y nivelar los paraderos en la zona de quebradas y desagües. Para 1880 el sistema contaba con 350 caballos y 63 carros y eran transportados 5 millones de personas anualmente. A pesar del servicio deficiente, la municipalidad renovó su contrato con la empresa en 1883. Para 1900, el recorrido poseía 13 kilómetros de extensión y movía 16 millones de pasajeros al año. 
Con la expansión de la ciudad hacia los cerros y hacia Viña del Mar, urgió la modernización del sistema de transporte. El 26 de diciembre de 1904 se implementaron siete carros eléctricos que cubrían el servicio Barón-Aduana por Avenida Brasil. En enero de 1906 se inaugura el servicio Barón-Recreo que posteriormente se extendería hasta Viña del Mar. En 1910 la flota estaba compuesta por 85 carros para cubrir 25 kilómetros y un flujo anual de pasajeros de 32 millones. En 1913 se implementa un servicio Matadero (actual Portales)-Chorrillos y un servicio hacia Barón por calle Tocornal, aumentando los servicios a 40 kilómetros repartidos en 12 líneas. En 1920 el sistema operaba con 52 tranvías debido a que gran parte resultó dañada en las series de protestas bajo el contexto de la cuestión social.
En junio de 1923 se implementan los primeros servicios de ómnibuses en la ciudad para complementar la red de tranvías. Se implementan servicios hacia cerro Ramaditas y O'Higgins y se extiende el servicio Viña del Mar-Puerto. La municipalidad optó por traspasar la concesión del transporte a un consorcio británico en vista de los múltiples accidentes y negligencias del sistema. En 1930 se vuelve a realizar un traspaso esta vez a una empresa norteamericana. La red contaba con 50 kilómetros de línea.
Los constantes déficit obligaron al Estado tomar control sistema de transporte público en la ciudad a cargo de la Compañía Nacional del Transporte. Los autobuses comenzaron a ganar protagonismo por su independencia para llegar a más lugares frente al tranvía. A mediado de los años 30s, había 165 máquinas, las cuales 85 cubrían Barón-Aduana, 10 a Playa Ancha y 70 a Viña del Mar. Se crearon recorridos por Avenida Alemania, los barrios Placeres, Yungay, Bellavista, Florida, Mariposas, Monjas y Cerro Alegre. Asimismo, se crearon servicios interurbanos a Casablanca, Quilpué, Concón y Santiago.
En 1952 se inaugura un servicio de trolebuses que da por finalizado al período de los tranvías. Para los años 60s existían múltiples empresas que competían entre sí, ocasionando servicios repetidos tomados por diferentes líneas, congestión, agresividad entre compañías y falta de seguridad para los usuarios. Es por esto que en 1973 el gobierno decide realizar un ordenamiento del servicio, funcionando con el sistema troncal-alimentador. Este efímero intento de regular el transporte público finaliza en 1978 con el fin de la Empresa de Transportes Colectivos del Estado y la situación vuelve a ser como la que existía antes hasta el año 2007.

### Primera y segunda etapa del TMV (2007-presente)
Fue licitado en enero de 2007 con la intención de terminar en el mediano y largo plazo con los vicios propios de las empresas de locomoción colectiva del Gran Valparaíso, tales como atochamientos, demoras, buses en mal estado, trato deficiente a las personas por parte de choferes y los conocidos "collereos" o carreras entre líneas distintas para conseguir pasajeros. Además, le ha dado una nueva cara al servicio con el ordenamiento mediante colores a cada unidad de negocio y un uniforme único al personal de conducción.
La vigencia de la licitación de servicios urbanos prestados en el Gran Valparaíso culminó el 6 de enero de 2012. Desde ese año hasta la actualidad los servicios se han prestado bajo condiciones de operación establecidas, mientras se espera la realización de una nueva licitación.
El déficit presupuestario en el Ministerio de Transportes y Telecomunicaciones sería uno de los factores que han evitado la realización del proceso licitatorio. No obstante, se están buscando diversas soluciones tales como la creación de un perímetro de exclusión para mejorar los actuales condiciones de operación.
En septiembre de 2020, se extienden las condiciones de operación de las empresas operadoras de las unidades de negocio hasta el mes de agosto de 2025, fecha en que se pondrá en marcha la nueva licitación. La UN8, Trolebuses de Chile S. A. está regulada por bajo la resolución N° 33 del 24 de septiembre de 2020 del Ministerio de Transportes y Telecomunicaciones, documento en el cual se aprueban las condiciones de operación, requisitos y otras exigencias que exponen el perímetro de exclusión de la ley N° 18.696 establecida para Trolebuses en el Gran Valparaíso, cuya vigencia se extiende por 60 meses a contar de la puesta en marcha durante el mes de Mayo de 2021. Por tener una regulación distinta además de tener características distintas a los servicios operados por buses.

### Nueva licitación de 2024

Futuro logo del nuevo sistema Red Movilidad en Valparaíso.

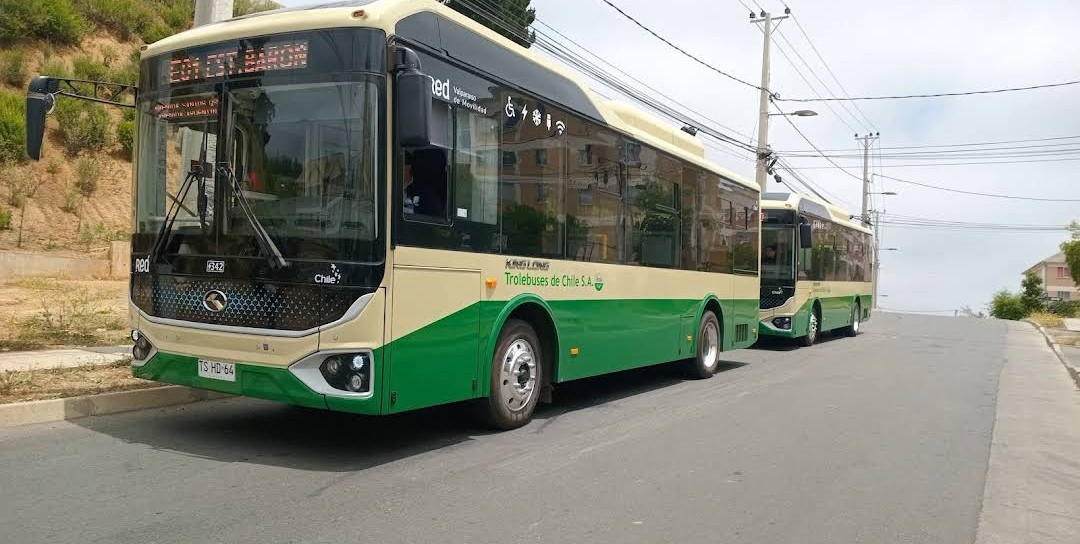
Nuevos buses eléctricos inaugurados en septiembre de 2024 y primeros en usar la marca Red Valparaíso de Movilidad.

El 5 de diciembre de 2022, se anunció un proceso para adquirir nuevos buses estándar red (buses de esquema de color idéntico al utilizado al utilizado en la Red Metropolitana de Movilidad) para la Región de Valparaíso, beneficiando a un millón de pasajeros de las comunas de Valparaíso, Viña del Mar, Concón, Villa Alemana y Quilpué. En concreto el proceso licitatorio contempla: la adquisición progresiva de 2.000 nuevos buses estándar red, mejores frecuencias, horarios más extendidos, cobro electrónico y más seguridad para conductores y pasajeros. De esta manera se espera que toda la denominación del transporte regional pase a llamarse Red Valparaíso de Movilidad. Se espera que la nueva flota de buses sea recibida en septiembre de 2025.
El 20 de diciembre de 2022 se estrenó la marcha blanca de la nueva aplicación para teléfonos móviles Red Regional de Movilidad, plataforma que permite a los usuarios conocer el tiempo real de los recorridos, paraderos autorizados, localización, frecuencia y horario de los buses del Gran Valparaíso. Esta aplicación es similar a la que funciona en la Región Metropolitana de Santiago.
El 24 de noviembre de 2023 empezarían las pruebas del primer bus eléctrico en la región, con el anuncio formal del estándar de la flota adquirida y las nuevas rutas llegando el 20 de diciembre del mismo año, los cuales serán proveídos por la Unidad de Negocio 8 del sistema. Los nuevos servicios son considerados de ser parte de la primera etapa de Red Valparaíso de Movilidad, por funcionar con buses eléctricos y estándar red, aunque a diferencia de los buses en Santiago estos tienen colores completamente distintos.
En enero de 2024 fueron presentados 44 buses eléctricos a la flota de la Unidad de Negocio 8, los cuales no reemplazarán a los tradicionales trolebuses, sino que presentarían un reforzamiento de recorridos en Placilla y Rodelillo. Estos buses operarían desde julio de 2024 con 4 nuevos recorridos, numerados como E01, E02, E03 y E04.
El 23 de agosto de 2024 el Ministerio de Transportes y Telecomunicaciones presenta los contenidos esenciales para la futura licitación del transporte público para la conurbación, dando inicio al proceso de renovación tecnológica y de flota que significaría el final del Transporte Metropolitano de Valparaíso como sistema y el inicio de Red Valparaíso de Movilidad como su remplazo. En esta primera instancia se anuncia la licitación de aproximadamente un tercio del sistema actual, implicando 41 recorridos, 600 buses de alto estándar (de los cuales un 42% de ellos deben de ser eléctricos), y la construcción de 4 terminales, dividido en 2 Unidades de Servicio que estarían operando para fines de 2025. Durante esta presentación también se anuncia oficialmente el ingreso de una licitación de 90 buses eléctricos que operarían múltiples recorridos para reforzar sectores en Quilpué y Villa Alemana con cobertura deficiente.
Cuando se encuentre adjudicada la licitación, se espera que el sistema de buses cuente con dos nuevas Unidades de Servicios de entre 250 a 350 buses, buscando evitar la dificultad o imposibilidad de reemplazar a operadores de transporte que no cumplan el estándar de calidad exigido en los contratos, manteniendo un aprovechamiento de las economías de escalas. De esta forma además, con Unidades de Servicios del tamaño indicado, con parte de los activos estratégicos provistos por el Ministerio, y buses como bienes afectos al sistema, se facilitará el reemplazo de operadores en estado de incumplimiento reiterado.
Las bases de la licitación propenderán a exigir la mayor cantidad de buses eléctricos posible, siempre y cuando las factibilidades de suministro eléctrico, condiciones geográficas y físicas de operación lo permitan. Los vehículos eléctricos permiten incorporar mejoras en la calidad de los servicios de transporte ampliamente valoradas por las personas, tales como, la reducción en la emisión de gases de efecto invernadero, menor nivel de ruido, mejores condiciones que incentivan el interés e inserción de conductores y conductoras al sistema, entre otras. El Operador de buses deberá utilizar la flota necesaria para prestar los servicios de transporte exigidos en el PO, cumpliendo los estándares de calidad que defina el Ministerio en las respectivas bases de licitación. Para estos efectos, el Operador deberá conformar su flota, con buses nuevos de alto estándar, respecto de los cuales debe tener al menos un título que lo habilite para usar dichos buses en la prestación de los servicios de transporte.  Los buses nuevos deberán ser de tecnología de propulsión eléctrica o Diesel estándar Euro VI, y deberán ser de clase A1, A2, B1 o B2, según lo que se establezca en el Programa de Operación Base. Cabe destacar que, para algunos servicios específicos, se exigirá que los buses sean de entre 7 y 8 metros de largo, según el requerimiento delas vías por donde circulen los servicios correspondientes.
El 24 de septiembre de 2024 comienza a operar parcialmente la Unidad de Negocio 13, iniciando con los servicios E02, E03 y E04, mientras que los recorridos E01 y E05 serían retrasados.También se notan cambios a los trazados, con el servicio E03 terminando en Estación Barón y no en Plaza Victoria, y el E05 cambiando de trazado completamente, yendo de subir por Av. Parque a la Subida Leopoldo Carvallo. Dichos recorridos se atrasarían hasta el 12 de noviembre de 2024, fecha en que comienzan su operación.

## Empresas operadoras

### Unidades de negocio
El conglomerado urbano del Gran Valparaíso, se encuentra regulado bajo un Perímetro de Exclusión que inició el 1 de septiembre de 2020 y culmina en agosto del año 2025, cuyas condiciones de operación para los operadores participantes fueron aprobadas por medio de la Resolución Exenta N°1745 del 2019 del Ministerio de Transportes y Telecomunicaciones. En el mes de septiembre del año 2020, se aprueban las condiciones de operación para la UN8, Trolebuses de Chile S.A. que se encuentran estipuladas en la Resolución N°33 del Ministerio de Transportes y Telecomunicaciones y comienza su operación. El sistema de transporte TMV consta de 12 Unidades de Negocio, las cuales corresponden a las siguientes empresas y colores:
|                     | Empresa                        | Servicios | Nº vehículos | Nº recorridos | Período licitado                  |
| ------------------- | ------------------------------ | --- | --- | --- | --------------------------------- |
| Unidad 1            | Fenur S.A.                     | 101 - 102 - 103 - 104 - 105 - 106 - 107 - 108 - 109 - 110 - 111 - 112 - 113 - 114 - 115 - 116 - 117 - 119 - 121 - 126                                            | 352 | 20 | septiembre de 2020-agosto de 2025 |
| Unidad 2            | Viña Bus S.A.                  | 201 - 202 - 203 - 204 - 205 - 207 - 209 - 210 - 212 - 213 - 214                                                                                                  | 343 | 11 | septiembre de 2020-agosto de 2025 |
| Unidad 3            | Sol y Mar S.A.                 | 301 - 302 - 303 - 304 - 305 - 306 - 307 - 308 - 309 | 231 | 9 | septiembre de 2020-agosto de 2025 |
| Unidad 4            | Viña Bus S.A.                  | 401 - 402 - 404 - 405 - 406 - 407 - 409 - 410 - 411 - 412 | 212 | 10 | septiembre de 2020-agosto de 2025 |
| Unidad 5            | Gran Valparaíso S.A.           | 501 - 503 - 504 - 505 - 506 - 507 - 508 - 509 - 510 - 511 - 512 - 513 - 514 - 515 - 516 - 517 - 519 - 520 - 521 - 522                                            | 228 | 20 | septiembre de 2020-agosto de 2025 |
| Unidad 6            | Gran Valparaíso S.A.           | 601 - 602 - 603 - 604 - 605 - 606 - 607 - 608 - 609 - 611 - 612 - 613 - 614                                                                                      | 278 | 13 | septiembre de 2020-agosto de 2025 |
| Unidad 7            | Top Tur S.A.                   | 701 - 702 - 703 - 704 - 705 - 706 | 143 | 6 | septiembre de 2020-agosto de 2025 |
| Unidad 8            | Trolebuses de Chile S.A.       | 801 - 802 | 20 | 2 | mayo de 2021-abril de 2026        |
| Unidad 9            | Gran Valparaíso S.A.           | 901 - 902 - 903 | 56 | 3 | septiembre de 2020-agosto de 2025 |
| Unidad 10           | Codetran S.A.                  | Unidad de Negocio 10 cancelada por irregularidades de su operador. Originalmente servicios 001 y 002, que conectaban Valparaíso con Peñuelas, Placilla y Curauma | Unidad de Negocio 10 cancelada por irregularidades de su operador. Originalmente servicios 001 y 002, que conectaban Valparaíso con Peñuelas, Placilla y Curauma | Unidad de Negocio 10 cancelada por irregularidades de su operador. Originalmente servicios 001 y 002, que conectaban Valparaíso con Peñuelas, Placilla y Curauma | enero de 2007-agosto de 2019      |
| Unidad 11           | Transportes Rojas y Soto Ltda. | C01 - C02 - C03 | 24 | 3 | septiembre de 2023-presente       |
| Unidad 12           |                                | C05 - C06 - C07 | 30 | 3 | Licitación desierta               |
| Unidad 13           | Trolebuses de Chile S.A.       | E01 - E02 - E03 - E04 - E05 | 44 | 5 | septiembre de 2024-presente       |
| Recorridos Quintero | Transrural Valparaíso S.A.     | Q01 - Q02 - Q03 | 64 | 3 | 2019-presente                     |

La Unidad 10, antes del 16 de julio de 2013 era administrada por Conglomerado de Empresarios del Transporte Codetran S.A. (verde agua y blanco). No obstante, para los registros del Ministerio de Transporte, los servicios siguieron operando bajo el nombre de Codetran. Adicionalmente a partir de 2013 y hasta 2019, los buses pasan a ser de color bermellón y amarillo, similar a su filial Top Tur.
A partir del 27 de agosto de 2019, según resolución exenta de la Seremi, la UN10 fue cancelada debido a un exceso de incumplimiento del servicio prestado por la empresa Codetran, lo cual vulnera la regulación con que opera el transporte público urbano. Los sectores afectados por el fin de las líneas 001 y 002 serán cubiertos por otras unidades del sistema a la espera de una nueva licitación.
Debido al incumplimiento de Fenur S.A. en la frecuencia de algunos recorridos (120, 122, 124 y 125), se le cancela su operación, siendo estos reemplazados por los servicios de una nueva unidad de emergencia, la UN11. 
El 23 de abril del 2024, se anunció la creación de 3 nuevos servicios a Viña del Mar, para reforzar los sectores de Gómez Carreño, Recreo y Chorrillos, y así lograr la cobertura de los servicios 208, 211, 215 y 216. Las cuales ya se encuentran cancelados debido al incumplimiento de la empresa Viña Bus S.A. Estos nuevos servicios para la UN12 actualmente se encuentran en proceso de licitación. 

### Licitación de 2025
Tras el término de los contratos de otorgamiento de subsidio con motivo del Perímetro de Exclusión que regula la operación actual del sistema de buses del Gran Valparaíso, el Ministerio de Transportes y Telecomunicaciones, haciendo uso de las facultades previstas en la Ley N°18.059 y la Ley N°18.696, iniciará un proceso progresivo y paulatino de modernización del sistema de transporte público prestado con buses, el que se inicia con la convocatoria a un proceso de licitación pública conforme a nuevas condiciones de operación del transporte público para 2 Unidades de Servicios y aproximadamente un tercio de la flota del sistema. De esta forma nacen las Unidades de Servicios, las cuales actualmente se encuentran en proceso de licitación:
| Unidad | Empresa     | Servicios | Nº vehículos | Nº recorridos | Período licitado     |
| ------ | ----------- | --- | ------------ | ------------- | -------------------- |
| US 1   | por definir | 103 - 105 - 105D - 108 - 110 - 111 - 111D - 112 - 113 - 113D - 302 - 303 - 310 - 311 - N01 - N02 - N04 - N05 - N06 - N07 - N08 - N10 | por definir  | 22            | est. finales de 2026 |
| US 2   | por definir | 309 - 402 - 406 - 413 - 601 - 602 - 608 - 609 - 901 - 902 - 614 - 615 - 616 - 617 - N11 - N12 - N13                                  | por definir  | 17            | est. finales de 2026 |

## Tarifas
La tarifa del sistema está clasificada según el tramo recorrido: Local, Directo y Cerro Plan, la cual se reajusta mensualmente de acuerdo a un cálculo de un polinomio que incluye el precio del petróleo diésel, el valor de reposición del bus, el costo de la mano de obra y el precio de los neumáticos.
A partir del 16 de octubre de 2018 las tarifas sufrieron un aumento de 10 pesos, a causa del creciente aumento del valor del petróleo. Esta alza se repitió nuevamente desde el 15 de noviembre, y en tercera instancia a partir del 15 de diciembre, cuando se efectuó una nueva modificación a la tarifa.
Desde el 15 de enero de 2019, las tarifas registran el primer ajuste del año, aumentando principalmente el valor de los servicios Directos y Directos Troncal Sur.
El siguiente cuadro muestra las tarifas ordenadas para cada recorrido entre el 15 de marzo de 2019 y mayo de 2021 en pesos chilenos:
| Línea     | Directo | Local | Cerro/Plan | Escolar | Escolar local | Adulto mayor directo | Adulto mayor local |
| --------- | ------- | ----- | ---------- | ------- | ------------- | -------------------- | ------------------ |
| 101-115   | 790     | 400   | 500        | 260     | 130           | 390                  | 200                |
| 116       | -       | 330   | -          | -       | 110           | -                    | 160                |
| 117-126   | -       | 380   | -          | -       | 130           | -                    | 190                |
| 101D-115D | 970     | -     | -          | -       | -             | -                    | -                  |
| 201-214   | 540     | 380   | 460        | 180     | -             | 270                  | 190                |
| 301-308   | 770     | 380   | 450        | 250     | 150           | 380                  | 190                |
| 309       | 770     | 380   | 700        | 250     | 150           | 380                  | 190                |
| 401-412   | 450     | 380   | 460        | 150     | -             | 230                  | 190                |
| 402-406   | 690     | 380   | 460        | 230     | -             | 350                  | 190                |
| 501-522   | 460     | 320   | 460        | 150     | -             | 230                  | 160                |
| 509       | 540     | 320   | 460        | 180     | -             | 270                  | 160                |
| 516-519   | 300     | -     | -          | 150     | -             | -                    | 150                |
| 520       | 610     | 320   | 460        | 200     | -             | 300                  | 160                |
| 601-614   | 540     | 380   | 460        | 180     | -             | 270                  | 190                |
| 612       | 540     | -     | 380        | 180     | -             | 270                  | 190                |
| 701-706   | 460     | 320   | 460        | 150     | -             | 230                  | 160                |
| 704       | 540     | 320   | 460        | 180     | -             | 270                  | 160                |
| 801-802   | -       | 350   | -          | 120     | -             | -                    | 180                |
| 901-903   | 510     | 270   | 410        | 170     | -             | 260                  | 140                |

## Logros y metas del plan
Dentro de los logros y metas del plan, los principales son los siguientes[cita requerida]:
- Disminución y retiro de microbuses de mucha antigüedad: reduciendo riesgos de accidentes por fallas técnicas y fatiga de materiales.
- Reducción de atochamientos y congestión vehicular.
- Disminución de vida útil del material rodante: de 10.2 años a 4.9 años, sin considerar trolebuses.
- Mejoras de frecuencias: el Sistema Concesionado exige una frecuencia mínima de 4 vehículos/hora, que en la actualidad se cumple, pero en algunos sectores populosos es insuficiente.
- Sistema de Información de Flota (GPS): el Sistema exige el uso de este dispositivo, el que permite fiscalizar la velocidad de circulación de los buses, las frecuencias exigidas y el cumplimiento total del circuito.
- Ordenamiento de los servicios mediante colores, lo que ha permitido generar un orden y claridad para los usuarios proyectando así una mejor imagen. Cada Unidad de Negocio concesionada se identifica por una combinación de colores, un nombre de su servicio y un número, el que le da el primer dígito de los tres a los distintos recorridos de la empresa concesionaria. Para esto, durante el 2006 colaboró la Escuela de Diseño de la Universidad de Valparaíso, que fue la encargada de diseñar el logo corporativo del Plan TMV, y la señalética exterior e interior de los buses y trolebuses.
- Personal de conducción: durante la jornada laboral el personal de conducción debe llevar el uniforme institucional que depende de la unidad de negocio, pero que en general es una camisa con el logo del TMV, en algunos casos corbata y chalecos con o sin mangas dependiendo de la estación del año. Además, el concesionario deberá mantener vigente una póliza de seguro por muerte o incapacidad a consecuencia de accidentes o asaltos durante todo el período de la concesión, y cumplir plenamente con la Ley Nº16.744 sobre accidentes del trabajo y enfermedades profesionales. Todo esto sumado a la implementación de un sueldo fijo para cada conductor, terminando con el sistema de "boleto cortado", pretendía lograr un mejor trato a los cientos de pasajeros que se movilizan en el Gran Valparaíso.
- Regulación de tarifas de buses y trolebuses: anteriormente las tarifas del sistema eran fijada independientemente por los operadores. Con el TMV la tarifa se vio incluso disminuida en algunos recorridos, y se estableció un polinomio de reajustabilidad tarifaria común para todas las Unidades.
- Boletas de Garantía: al igual que en el Transantiago, este es un importante método de control y fiscalización del servicio prestado por los operadores, que funciona en conjunto con los sistemas de GPS. Actualmente se encuentran abiertos 14 procedimientos de cargo contra las concesionarias, lo que significa que, una vez efectuado el cobro, se producirá un mayor acatamiento a las normativas del TMV.

## Incidentes
- El 22 de septiembre de 2021 se produjo una colisión entre un autobús del servicio 309 y un camión de alto tonelaje en Placilla de Peñuelas, resultando 7 heridos.[35]
- El 4 de octubre de 2021 un autobús de la Unidad de Negocios N°1 impacta con tres automóviles en la Avenida Errázuriz de Valparaíso, resultando 2 heridos.[36]
- El 19 de octubre de 2021 resultaron 15 heridos al impactar un autobús del servicio 602 con un poste de luz en el sector de Ositos de Viña del Mar.[37]
- El 13 de mayo de 2024 un autobús del servicio 702 atropella a una persona intentando abordar, causándole la muerte.[38]
- El 25 de junio de 2025 se produjo una colisión entre dos autobuses de la Unidad 5, causando la muerte de los 2 conductores y 21 heridos. [39]